# Liang Qin
Liang Qin (kinesiska: 梁 琴), född den 28 juli 1972, är en kinesisk fäktare som ingick i det kinesiska lag som tog OS-brons i damernas lagtävling i värja i samband med de olympiska fäktningstävlingarna 2000 i Sydney.